# Juvvasshøi
De Juvvasshøi of Gjuvvasshøi is een berg behorende bij de gemeente Lom in de provincie Oppland in Noorwegen. De berg, gelegen in Nationaal park Jotunheimen, heeft een hoogte van 1894 meter.
De Juvvasshøi is onderdeel van het gebergte Jotunheimen.